# Церковь Николая Чудотворца (Кочаки)
Це́рковь Никола́я Чудотво́рца — православный храм в деревне Кочаки Щёкинского района Тульской области России. Один из древнейших храмов Тульской области.

## Строительство первого храма
По преданиям, история храма связана с чудесным явлением иконы святителя Николая в XVII веке на одной из многочисленных кочек, покрывавших местность возле дороги, проходящей на Киев. Икону перенесли в расположенное рядом сельцо Ясная Поляна, но она вновь явилась на прежнем месте, где и было решено построить храм в честь Николая Чудотворца. Икона получила название «Никола на кочке», местность — Кочаки, а протякающий вблизи ручей — Кочак.
Первоначально храм был деревянным и однопрестольным. В его причте состояли два священника, диакон и два псаломщика. На картах XVIII века церковное место обозначено как погост Кочаки, то есть церковь с кладбищем и прилегающим двором причта без селения. Примерно в 1690—1710 годах взамен деревянной была построена каменная церковь, по своей архитектуре принадлежавшая к типу небольших одноглавых церквей, получивших распространение на территории Московского государства в середине XVII века. Имена храмостроителей документально нигде зафиксированы не были, но ряд исследователей считают, что это были потомки древних дворянских родов Карцевых и Хомяковых, бывших прихожанами этого храма и похороненных возле него. С этими дворянскими фамилиями связана дальнейшая перестройка и обновление храма. В 1759 году помещица Ирина Лукинична Карцева-Родилоа, которой в то время принадлежала часть Ясной Поляны, желая исполнить волю своего умершего мужа лейтенанта морского флота М. Ф. Родилова, пристроила к храму придел во имя святого великомученика Иоанна Воина. Грамота от архиепископа Каширского и Коломенского Порфирия на постройку нового придела была получена ещё при жизни её супруга 7 июля 1757 года.
В 1763 году Ясную Поляну купил Сергей Фёдорович Волконский. Параллельно ею владели многочисленные потомки Карцовых (Обресков, Крюков, Хомяков, Урусова). Все эти дворянские семьи традиционно были прихожанами Никольского храма, как ближайшего к поместью. 29 августа 1828 года священником Василием Можайским в храме был крещён Лев Николаевич Толстой.

Во второй половине XVIII века вокруг храма и кладбища была построена каменная ограда. Из описи Никольской церкви 1856 года: 
… зданием каменная…, по стенам окрашена желтою краскою, пол каменный, крыша железная и таковые же главы окрашены медянкою, кресты деревянные, обиты белой жестью. Престолов в ней два: Первый настоящий холодный во имя Святителя и Чудотворца Николая, второй в приделе же во имя Святого Мученика Иоанна Воина. При церкви сей в связи с нею имеется каменная колокольня в два яруса с четырьмя колоколами, — из коих один весом пятьдесят семь пуд тридцать два фунта, второй десять пуд, третий два пуда и четвёртый один пуд. Окон с железными решетками тринадцать, а вверху два без решеток; — Три двери западные, южная и северная, все двери железные с таковыми же запорами, крючьями и вислыми замками <…> Алтарь от настоящей церкви отделяется капитальною каменною стеною с тремя в оный входами, и самый алтарь разделяется на три части двумя арками.

## Перестройка храма

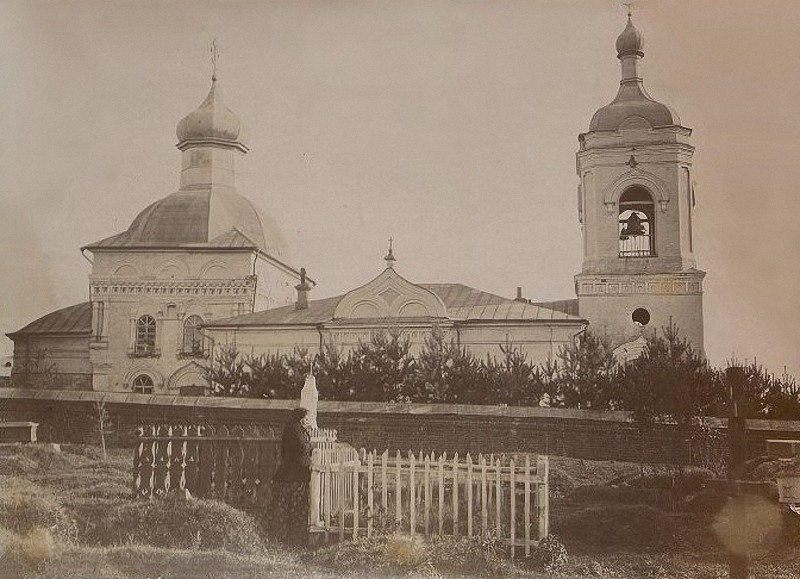
Никольский храм в конце XIX века

В 1864 году священники Михаил Мерцалов, Николай Иванов, диакон Михаил Успенский, диакон Федор Никольский, церковный староста крапивенский купец 2-й гильдии Андрей Кириллович Бруханов и прихожане обратились к епископу Тульскому и Белевскому Никандру (Покровскому) за благословением на перестройку храма на средства церкви и прихожан. В своём прошении они объясняли это тем, что во время богослужений прихожанам в храме очень тесно, поэтому разумно было бы сломать трапезную с приделом и ветхую колокольню, и перестроить их в более просторных объёмах.
Сбором средств на перестройку храма занималась жительница деревни Колпна Александра Павловна Артюхова. Однако собранных средств оказалось недостаточно и завершение строительства стало возможным благодаря финансовой помощи Агриппины Васильевны Хомяковой-Булаевой (1812—1893) и её брата крапивенского помещика Александра Васильевича Хомякова (1814—1885), правнуков похороненного у храма помещика Исаака Парфеньевича Хомякова. Сперва была построена новая просторная трапезная и придел в честь святого благоверного князя Александра Невского, освящённый 30 августа 1866 года по благословению епископа Никандра. В алтаре вместо низких свод воздвигли более высокие, арку в Царских вратах пробили и значительно увеличили, также увеличили все три алтарные двери и подняли пол на полметра.
К моменту завершения строительства 21 сентября 1870 года храм имел три престола: главный — во имя святителя Николая, слева — во имя святого мученика Иоанна Воина и справа — во имя святого благоверного князя Александра Невского. Церковь была покрыт железной крышей, окрашенной зелёной краской медянкой, пол выстлан каменными плитками, при входе на паперть на двух чугунных столбах находилось крыльцо, покрытое железом и выкрашенное медянкою, а отопление осуществлялось за счёт двух кирпичных печей в железных футлярах. К трапезной была пристроена новая каменная колокольня, благословение на строительство которой ещё в 1849 году просила Наталья Алексеевна Корякина-Хомякова указывая, что существующая на то время колокольня стала настолько ветхаяя, что в любой момент может обрушиться.
В 1891—1892 годах в храме проводился ремонт с золочением иконостаса, очисткой и покрытием лаком икон, окраской стен клеевой краской, панелей — масляной. Работы проводил тульский иконостасных дел мастер Михаил Вишняков. Среди многочисленных икон, находившихся в то время в храме, Николай Иванович Троицкий в «Описи имущества, принадлежавшего отдельным церквам и монастырям», выделяет икону Ахтырской Божией Матери в окладе с царским гербом, икону Архистратига Михаила в серебряном окладе 1750 года, местночтимую икону святителя Николая Чудотворца; также Евангелие напрестольное 1774 года в окладе 1779 года, Евангелие напрестольное 1757 года, кадило серебряное в виде церкви начала XVIII века.

## Благотворительность
В 1888 году Агриппина Васильевна Хомякова-Булаева рядом с церковной оградой построила каменную церковноприходскую школу на деньги, положенные ей как взнос при вступлении в Тульское епархиальное братство во имя святого Иоанна Предтечи. С 1893 по 1894 год школа содержалась на средства епархии. В 1892 году на средства государственного казначейства при храме была построена ещё одна церковноприходская школа, деревянная, с железной крышей, на кирпичном фундаменте. На её содержание деньги выделялись из Крапивенского земства по 140 рублей, от крестьян Ясной Поляны по 60 рублей в год.
14 октября 1891 году открыли церковноприходское попечительство, занимающееся сбором денежных средств. При церкви имелось три десятины усадебной земли и семьдесят девять десятин пашенной и сенокосной. Владели землей и обрабатывали её священнослужители, имеющие на ней свои дома. Кроме того, на церковной земле стоял построенный в 1881 году на каменном фундаменте под железной крышей деревянный одноэтажный церковно-причтовый дом, занимаемый священниками.

## Кочаковский некрополь

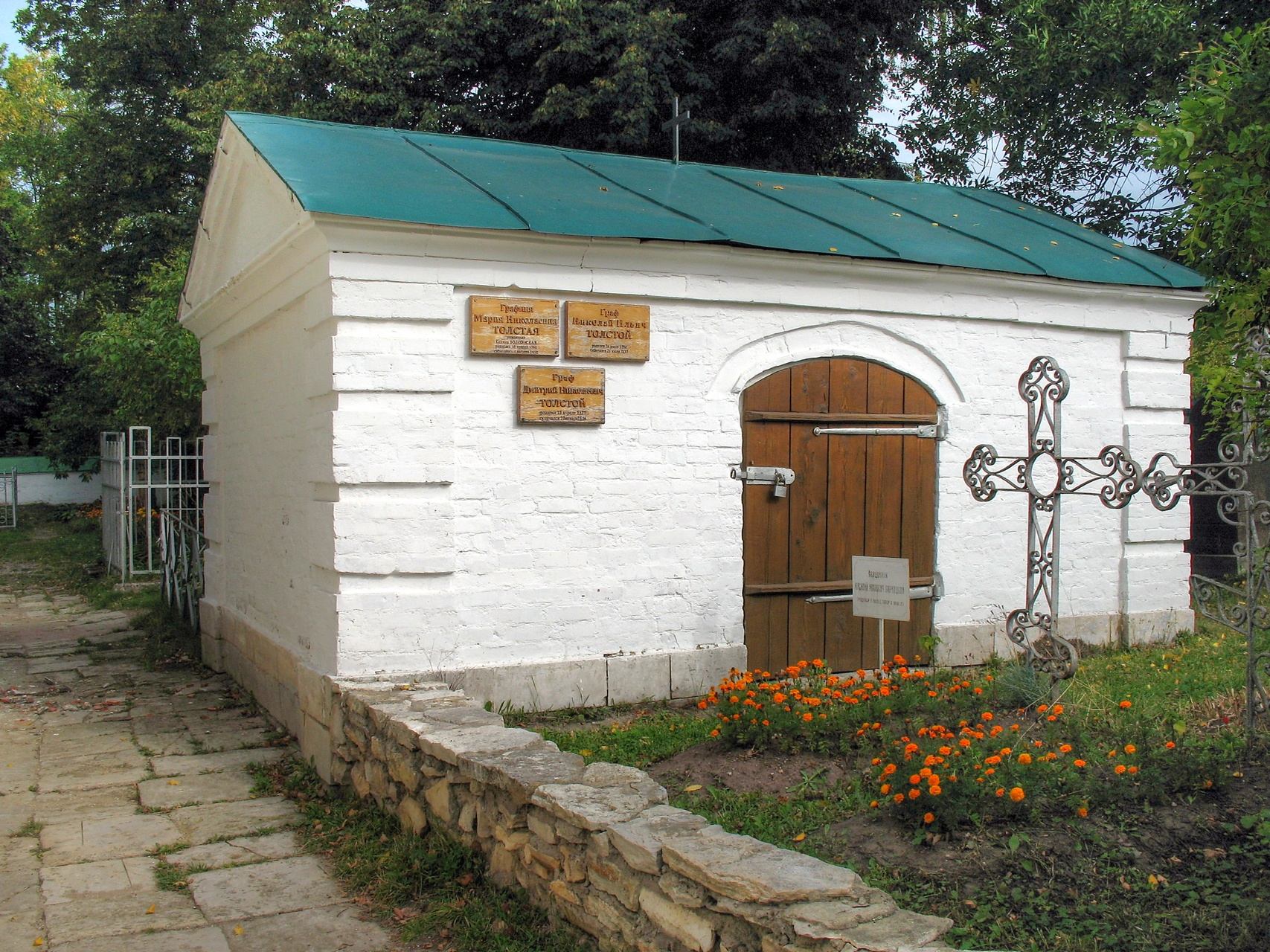
Фамильный склеп Толстых

У храма находится старое кладбище. Вход на него располагается с южной стороны и закрывается чугунными воротами, а западный выход украшает кирпичная арка с крестом. Редкостью являются древние (середины XVII — начала XVIII века) белокаменные надгробия. Древнейшее из них относится к середине XVII века и принадлежит Исааку Парфеньевичу Хомякову (ум. 1655), землевладельцу Засоловского стана Соловского уезда. Оно расположено между западными дверями церкви и арочными воротами, ведущими на кладбище возле церковной ограды.
Могилы дворян Карцевых, похороненных у стен первозданного храма, в связи с его расширением на протяжении XVIII—XIX столетий оказались под храмом, о чём свидетельствуют надгробные плиты в фундаменте храма. У самого входа в храм был фамильный склеп дворян Хомяковых, в котором похоронена Агриппина Васильевна Хомякова-Булаева (1812—1893) и её родители В. В. Хомяков (ум. в 1814) и Н. А. Хомякова (ум. в 1850). В восточной части кладбища у алтаря потомками старинного русского рода графов Толстых был также устроен фамильный склеп. В нём похоронены родители писателя: мать Мария Николаевна Толстая, отец Николай Ильич Толстой и брат Дмитрий. Возле склепа похоронены тётки Льва Николаевича — Пелагея Ильинична Юшкова и Татьяна Александровна Ергольская. Далее могилы жены Толстого Софьи Андреевны, их дочери Марии Львовны, сыновей Петра, Николая, Алексея и Ивана, умерших в младенчестве. В 1966 году на кладбище был похоронен последний секретарь Толстого Валентин Фёдорович Булгаков. В 2008 году сюда были перенесены останки Михаила Львовича — младшего сына Толстых, скончавшегося в Марокко. Здесь же покоится сестра Софьи Андреевны Толстой — Татьяна Андреевна Кузминская.
В склепе Толстых на западной стороне стены находилась икона Божией Матери «Трех радостей» в жёлтой деревянной раме старого письма, но в ночь с 1 на 2 ноября 1938 года она была похищена, и в настоящее время нахождение её неизвестно. Погост в Кочаках является единственным семейным некрополем Толстых.
В течение XX века исторический облик кладбища внутри церковной ограды существенно изменился — было утрачено большинство надгробных памятников предыдущих периодов. В результате
музеефикации некрополя, проводимой сотрудниками музея-усадьбы «Ясная Поляна», на его территорию с разоряемых в советский период кладбищ были перенесены памятники членов рода Толстых, а также появились кенотафы, предназначенные для экспонирования.

## Советский период и настоящее время

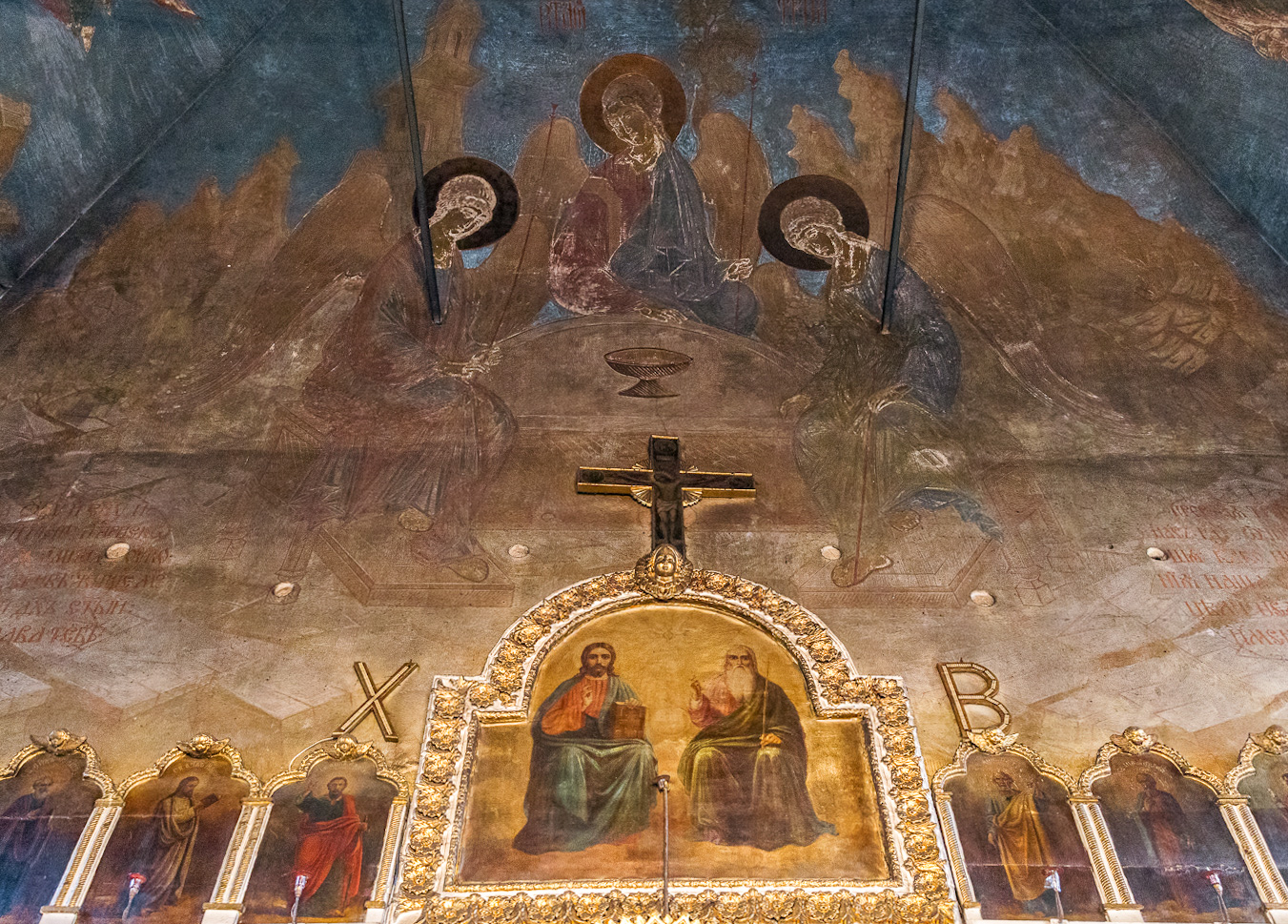
Изображение Троицы над алтарём храма

В 1935 года Никольский храм был закрыт и превращён в колесную мастерскую. С храма были сорваны четыре креста, в алтаре престола в честь святителя Николая был поставлен горн, сломаны пол и иконостасы. Часть плит с пола алтаря и ступеней была использована для постройки горна. Беспорядочно, в кучу сложены иконы и отдельные фрагменты иконостаса. Сломан склеп благотворителей храма Хомяковых, их могила завалена битым кирпичом.
18 апреля 1941 года решением Облисполкома за № 26-19 были прекращены работы по переоборудованию храма под колесную мастерскую, но его восстановление началось лишь после того, как 12 сентября 1946 года он был вновь возвращен верующим. Настоятелем был назначен священник отец Александр Князев.
В 1951—1953 годах настоятелем храма был архимандрит Макарий (Кобяков). С 1955 года, более тридцати лет, настоятелем храма был Георгий Степанов. В 1988 году при настоятеле отце Сергии Зуеве (1988—1993) московский иконописец Александр Чашкин совместно с Владимиром Литвиновым, Юрием Черкасовым и Михаилом Типяковым, сохранив отдельные фрагменты старинной росписи, выполнили роспись храма в стиле старой церковной живописи. В марте 1995 года настоятелем храма был назначен отец Николай Пикуза, занимавший пост до июля 2002 года. В настоящее время настоятелем храма является Алексей Попов. Богослужения в храме совершаются ежедневно.